# Einsame Herzen – Das Love Camp
Die Comedyserie Einsame Herzen – Das Love Camp ist eine fiktionale Realityshow-Parodie mit YouTuber Torge Oelrich alias Freshtorge in mehrfachen Rollen.
Die Serie wurde am 7. Februar 2025 erstmalig in der ZDFmediathek veröffentlicht. Am 13. und 20. Februar 2025 wurden anschließend jeweils drei Folgen im Nachtprogramm von ZDFneo ausgestrahlt.

## Konzept und Inhalt
In dieser fiktiven Realityshow wohnen mehrere Kandidaten gemeinsam in einem Haus und treten in herausfordernden Spielszenen gegeneinander an. Auch persönliche Begegnungen werden gefilmt und von dem österreichischen, einem Guru ähnlichen, Sendungsleiter, benannt als „Liebescoach“, beurteilt. Um als Sieger hervorzugehen, müssen die Kandidaten mit allen Mitteln versuchen, ihre Beziehungsfähigkeit zu entwickeln. Da jeder der, von Freshtorge dargestellten, Charaktere seine ganz eigenen, wie auch besonderen, Persönlichkeitszüge mitbringt, kommt es zu gewollt komischen Szenen.   
Auch in der Fortsetzung des Comedyformats „Einsame Herzen“ steht weiterhin die Suche nach der großen Liebe im Mittelpunkt. Inhaltlich handelt es sich jedoch nicht um eine Fortführung der ersten Staffel, sondern um ein eigenständiges, vollständig neu ausgerichtetes Konzept. Die Fabiola GmbH produzierte dafür eine sechsteilige horizontal erzählte Serie, in der die von Torge Oelrich gespielten Figuren anders als zuvor, erstmals nicht nur kurz aufeinander treffen, sondern über die gesamte Staffel hinweg interagieren. 
Bei herkömmlichen Dreharbeiten mit mehreren Schauspielern können viele Szenen mit allen Rollen gleichzeitig gefilmt werden. In dem hier vorgestellten Format, bei dem Torge Oelrich alle Rollen selbst spielt, war dies jedoch nicht möglich. Jede Szene musste stets erneut gedreht werden, da der Schauspieler für alle Rollen die jeweiligen Masken und Kostüme wechseln musste. Um hier bei einer über sechs Folgen inhaltlich zusammenhängenden Story während der 26 Drehtage keine Fehler in der Kontinuität im Gesamtbild zu riskieren, waren besonders enge Abstimmungen zwischen Regie, Bildgestaltung und Script Supervision erforderlich.

## Episodenliste
| Nr. | Originaltitel          | Erstveröffentlichung Deutschland |
| --- | ---------------------- | -------------------------------- |
| 1   | Liebessaft             | 7. Feb. 2025                     |
| 2   | Das Date               | 7. Feb. 2025                     |
| 3   | I can't käck           | 7. Feb. 2025                     |
| 4   | Intrigen               | 7. Feb. 2025                     |
| 5   | Unschöne Wahrheit      | 7. Feb. 2025                     |
| 6   | Konfrontationstherapie | 7. Feb. 2025                     |